# Cordiasläktet
Cordiasläktet (Cordia)  är ett artrikt släkte i familjen strävbladiga växter,  innefattande tropiska träd eller buskar.
I olikhet med flera andra strävbladiga växter har dessa växter en stenfrukt. Bastet av C. latifolia och några andra arter nyttjas i Ostindien till framställning av grova vävnader. Vissa arters ved utgör ett slags "rosenträ" och används till virke; till exempel veden av C. abyssinica och av C. myxa. Den senares frukter, vilka är stora som plommon, nyttjas i Ostindien till födoämne och som läkemedel.

## Bildgalleri

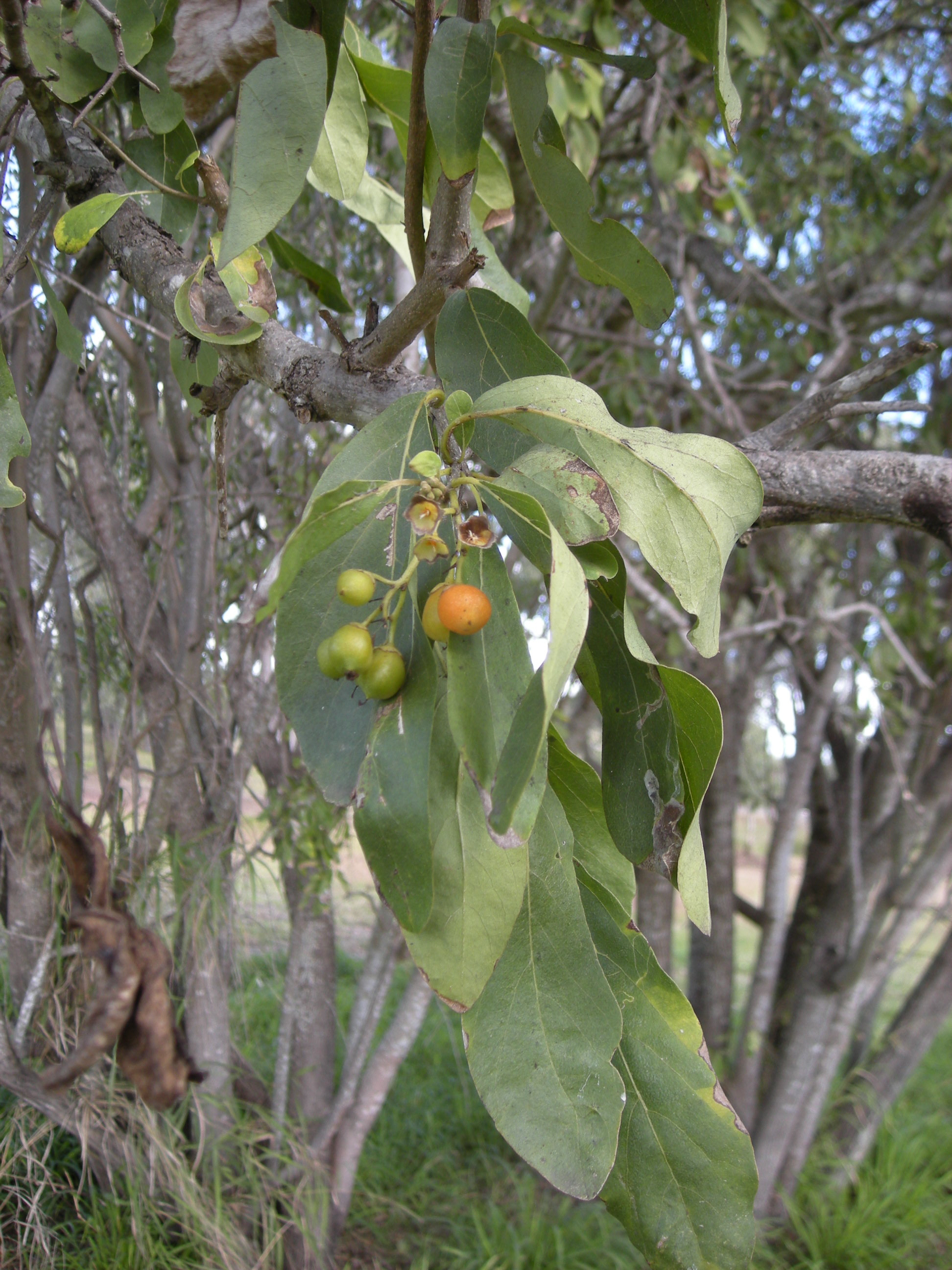
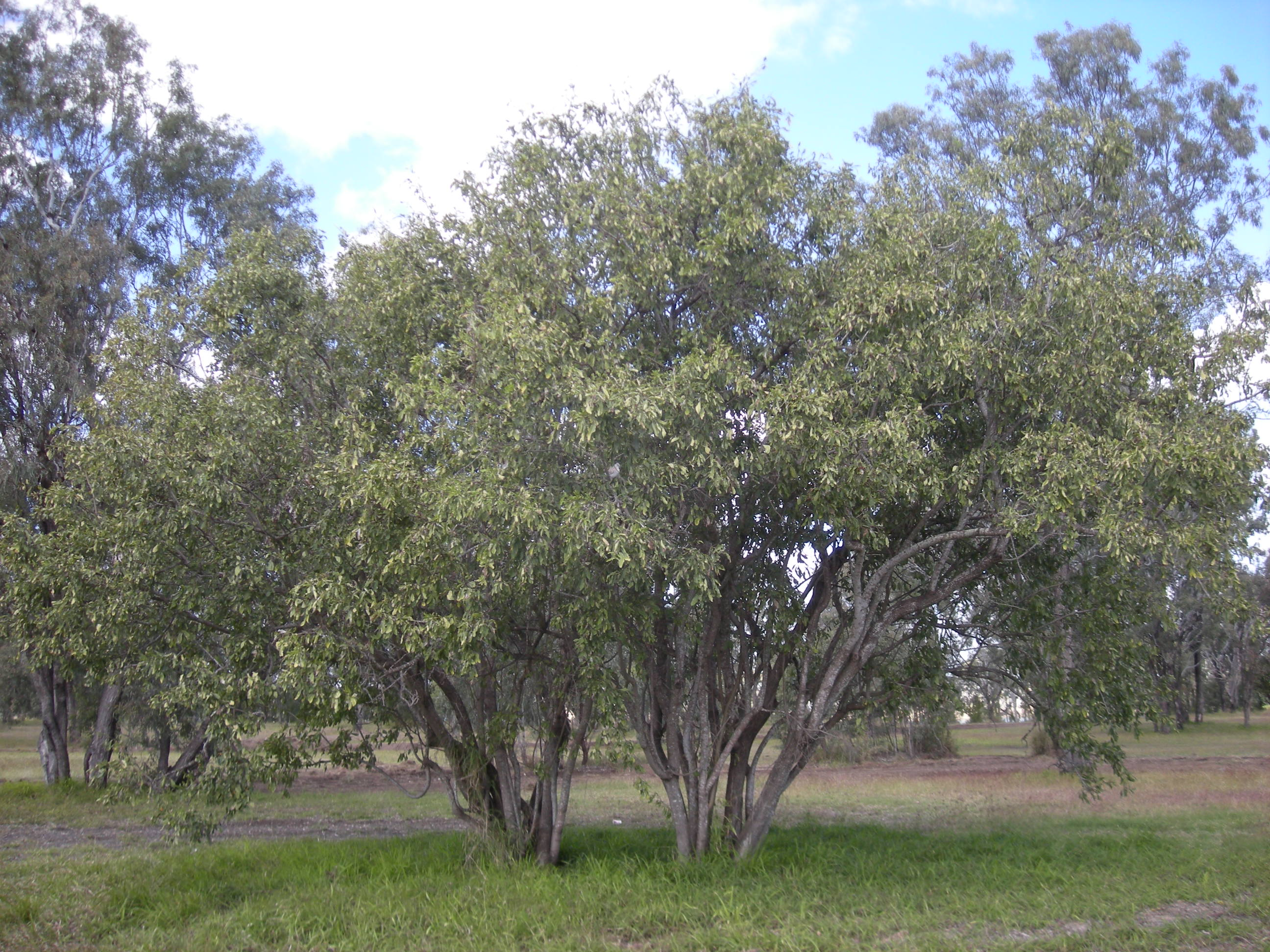
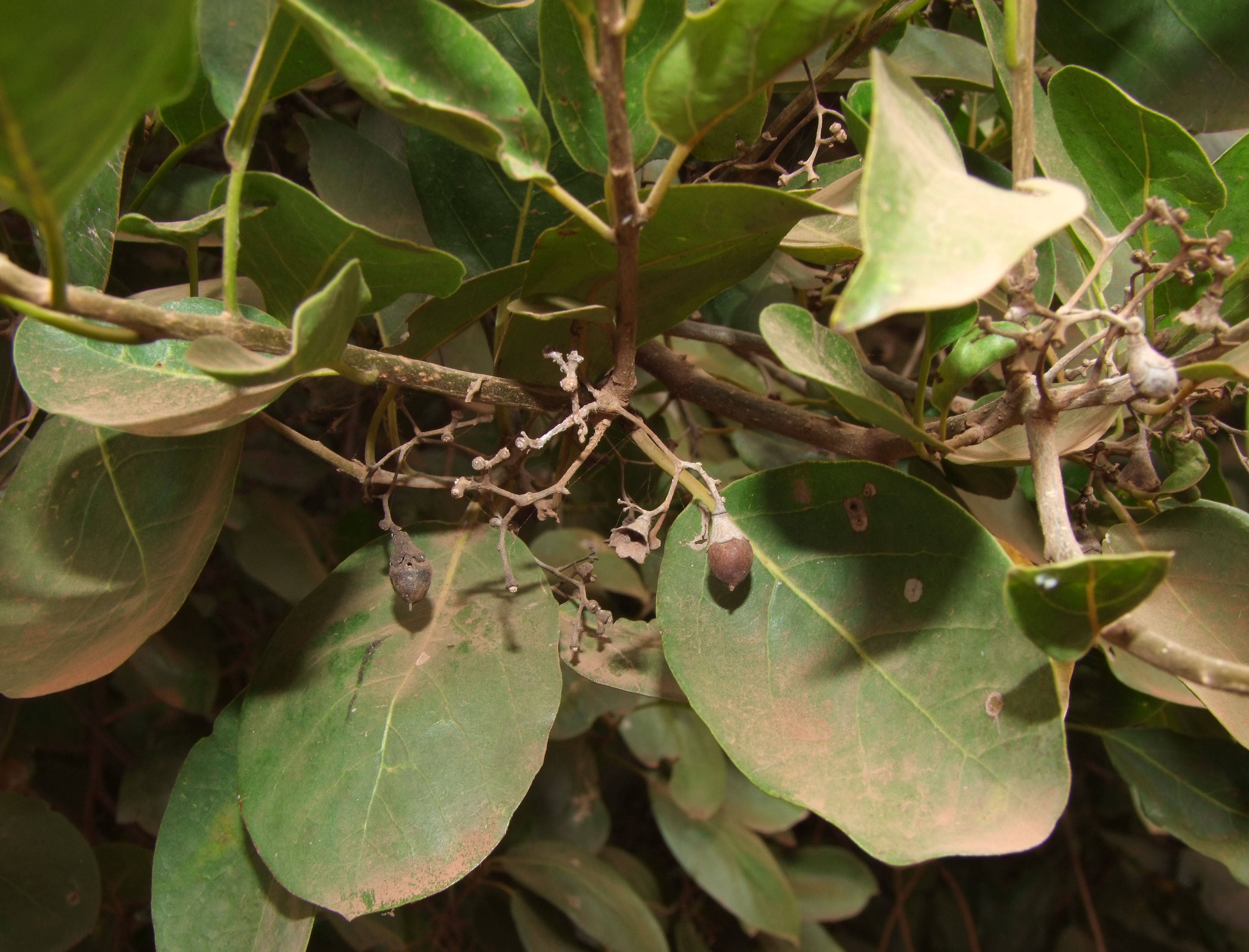

## Dottertaxa tillCordia, i alfabetisk ordning[2]
- Cordia aberrans
- Cordia acutifolia
- Cordia affinis
- Cordia africana
- Cordia allartii
- Cordia alliodora
- Cordia americana
- Cordia anabaptista
- Cordia angiocarpa
- Cordia anisophylla
- Cordia appendiculata
- Cordia aristeguietae
- Cordia aspera
- Cordia aurantiaca
- Cordia balanocarpa
- Cordia bantamensis
- Cordia baracoensis
- Cordia barbata
- Cordia bicolor
- Cordia bogotensis
- Cordia boissieri
- Cordia bordasii
- Cordia borinquensis
- Cordia brasiliensis
- Cordia brunnea
- Cordia cabanayensis
- Cordia caffra
- Cordia calcicola
- Cordia cardenasiana
- Cordia chaetodonta
- Cordia cicatricosa
- Cordia clarkei
- Cordia cochinchinensis
- Cordia colimensis
- Cordia collococca
- Cordia colombiana
- Cordia cordiformis
- Cordia coriacea
- Cordia correae
- Cordia crassifolia
- Cordia crenata
- Cordia crispiflora
- Cordia croatii
- Cordia curbeloi
- Cordia cymosa
- Cordia decandra
- Cordia decipiens
- Cordia dichotoma
- Cordia diffusa
- Cordia diversifolia
- Cordia domingensis
- Cordia dumosa
- Cordia dwyeri
- Cordia ecalyculata
- Cordia ehretioides
- Cordia elaeagnoides
- Cordia ellenbeckii
- Cordia elliptica
- Cordia ensifolia
- Cordia eriostigma
- Cordia exaltata
- Cordia expansa
- Cordia fallax
- Cordia fanchoniae
- Cordia faulknerae
- Cordia fawcettii
- Cordia fischeri
- Cordia fissistyla
- Cordia fitchii
- Cordia fragrantissima
- Cordia fuertesii
- Cordia fulva
- Cordia furcans
- Cordia fusca
- Cordia galeottiana
- Cordia gardneri
- Cordia gentryi
- Cordia gerascanthus
- Cordia gilletii
- Cordia glabrata
- Cordia glabrifolia
- Cordia glazioviana
- Cordia globifera
- Cordia globulifera
- Cordia goeldiana
- Cordia goetzei
- Cordia gracilipes
- Cordia grandicalyx
- Cordia grandis
- Cordia greggii
- Cordia guacharaca
- Cordia guerckeana
- Cordia guineensis
- Cordia harrisii
- Cordia hartwissiana
- Cordia hatschbachii
- Cordia hebeclada
- Cordia ignea
- Cordia iguaguana
- Cordia igualensis
- Cordia incognita
- Cordia insignis
- Cordia intermedia
- Cordia kanehirae
- Cordia killipiana
- Cordia kingstoniana
- Cordia koemariae
- Cordia krausiana
- Cordia laevifrons
- Cordia laevigata
- Cordia laevior
- Cordia lanata
- Cordia lasiocalyx
- Cordia lasseri
- Cordia latiloba
- Cordia leonis
- Cordia leslieae
- Cordia leucosebestena
- Cordia liesneri
- Cordia linearicalycina
- Cordia llanense
- Cordia lomatoloba
- Cordia longipetiolata
- Cordia lowryana
- Cordia lucidula
- Cordia lutea
- Cordia macleodii
- Cordia macrantha
- Cordia macrophylla
- Cordia macuirensis
- Cordia macvaughii
- Cordia magnoliifolia
- Cordia mairei
- Cordia mandimbana
- Cordia megalantha
- Cordia membranacea
- Cordia meridensis
- Cordia mexiana
- Cordia mhaya
- Cordia micayensis
- Cordia micronesica
- Cordia microsebestena
- Cordia millenii
- Cordia monoica
- Cordia morelosana
- Cordia mukuensis
- Cordia myxa
- Cordia naidophila
- Cordia nervosa
- Cordia nodosa
- Cordia obliqua
- Cordia oblongifolia
- Cordia obovata
- Cordia obtusa
- Cordia ochnacea
- Cordia octandra
- Cordia oliveri
- Cordia oncocalyx
- Cordia panamensis
- Cordia panicularis
- Cordia parvifolia
- Cordia perbella
- Cordia perrottetii
- Cordia peteri
- Cordia pilosa
- Cordia pilosissima
- Cordia platystachya
- Cordia platythyrsa
- Cordia porcata
- Cordia protracta
- Cordia prunifolia
- Cordia pulverulenta
- Cordia quercifolia
- Cordia ramirezii
- Cordia resinosa
- Cordia restingae
- Cordia reticulata
- Cordia rhombifolia
- Cordia rickseckeri
- Cordia ripicola
- Cordia roxburghii
- Cordia rubescens
- Cordia rufescens
- Cordia saccellia
- Cordia sagotii
- Cordia salvadorensis
- Cordia santacruzensis
- Cordia scabra
- Cordia scabrifolia
- Cordia schatziana
- Cordia sebestena
- Cordia seleriana
- Cordia sellowiana
- Cordia senegalensis
- Cordia sericicalyx
- Cordia serratifolia
- Cordia silvestris
- Cordia sinensis
- Cordia sipapoi
- Cordia skutchii
- Cordia somaliensis
- Cordia sonorae
- Cordia splendida
- Cordia sprucei
- Cordia stellifera
- Cordia stenoclada
- Cordia stuhlmannii
- Cordia subcordata
- Cordia subpubescens
- Cordia suckertii
- Cordia sulcata
- Cordia superba
- Cordia tacarcunensis
- Cordia taguahuyensis
- Cordia tarodae
- Cordia tenuifolia
- Cordia tetrandra
- Cordia thaisiana
- Cordia tinifolia
- Cordia tomentosa
- Cordia toqueve
- Cordia torrei
- Cordia tortuensis
- Cordia trachyphylla
- Cordia triangularis
- Cordia trichoclada
- Cordia trichocladophylla
- Cordia trichotoma
- Cordia troyana
- Cordia truncatifolia
- Cordia ucayaliensis
- Cordia ulei
- Cordia umbellifera
- Cordia umbrosa
- Cordia uncinulata
- Cordia valenzuelana
- Cordia vargasii
- Cordia varronifolia
- Cordia watsonii
- Cordia weddellii
- Cordia vestita
- Cordia williamsii